# Frahmiella acicula
Frahmiella acicula là một loài Rêu trong họ Brachytheciaceae. Loài này được (Broth.) Ignatov, Vanderpoorten & Y.-F. Wang mô tả khoa học đầu tiên.